# Bisdom Peterborough
Het bisdom Peterborough (Latijn: Dioecesis Peterboroughensis) is een rooms-katholiek bisdom met als zetel Peterborough, in Canada. Het bisdom is suffragaan aan het aartsbisdom Kingston. 

## Geschiedenis
Het bisdom werd opgericht op 25 januari 1874, als het apostolisch vicariaat Northern Canada, uit delen van het bisdom Kingston, en was suffragaan aan het aartsbisdom Toronto. Op 11 juli 1882 werd het verheven tot bisdom en veranderde van naam naar bisdom Peterborough. Op 28 december 1889 veranderde het van kerkprovincie en werd suffragaan aan het nieuw verheven aartsbisdom Kingston. 

## Parochies
Het bisdom had in 2021 een oppervlakte van 25.900 km2 en telde 433.740 inwoners waarvan 17,6% rooms-katholiek was.

## Bisschoppen
- Jean-François Jamot (3 februari 1874 - 4 mei 1886)
- Thomas Joseph Dowling (14 december 1886 - 11 januari 1889)
- Richard Alphonsus O’Connor (11 januari 1889 - 23 januari 1913)
- Michael Joseph O’Brien (20 juni 1913 - 17 mei 1929)
- Denis P. O’Connor (13 januari 1930 - 30 augustus 1942)
- John Roderick MacDonald (5 juni 1943 - 3 maart 1945)
- Joseph Gerald Berry (7 april 1945 - 28 november 1953)
- Benjamin Ibberson Webster (21 april 1954 - 12 maart 1968)
- Francis Anthony Marrocco (10 juni 1968 - 18 juli 1975)
- James Leonard Doyle (24 mei 1976 - 28 december 2002)
- Nicola de Angelis (28 december 2002 - 8 april 2014)
- William Terrence McGrattan (8 april 2014 - 4 januari 2017)
- Daniel Joseph Miehm (10 maart 2017 - heden)

Kingston (aartsbisdom) · Peterborough · Sault Sainte Marie